# آگوستینیو (بازیکن فوتبال)
آگوستینیو (انگلیسی: Agostinho؛ زادهٔ ۱۵ سپتامبر ۱۹۷۵) ورزشکار اهل پرتغال است.
از باشگاه‌هایی که در آن بازی کرده‌است می‌توان به پاری سن ژرمن، لاس پالماس، ویتوریا گیمارش، رئال مادرید کاستیا، باشگاه فوتبال سویا، مالاگا، موریرنز، ریو آره، و باشگاه فوتبال رئال مادرید اشاره کرد.
وی همچنین در تیم‌های ملی فوتبال Portugal U20 Portugal U21 بازی کرده‌است.